# Estação Estádio
Estação Estádio (em chinês:  運動場) é uma estação intermédia da primeira fase da linha 1 do metro ligeiro de Macau, localizada na Avenida do Estádio da Taipa, na Freguesia do Carmo. A estação fica apenas a dois minutos de distância do Estádio de Macau e a oito minutos da zona central da Taipa, tendo uma ligação direta com a travessia peatonal da Avenida dos Guimarães, o que provoca uma boa conexão entre a estação e os bairros adjacentes. A parada também atende a pontos históricos da cidade, como as Casas-Museu da Taipa, o Museu da História da Taipa e Coloane e a Igreja de Nossa Senhora do Carmo.
Esta é uma estação elevada, planejada para ser entregue no final de 2015. Afetada pelo atraso no projeto do metrô de superfície, a estação teve a sua inauguração adiada, e entrou em operação em 10 de dezembro de 2019.
A parada é equipada com o Centro de Controle Operacional de Reserva da Linha da Taipa, para caso seja impossível manter em funcionamento o Centro de Controle Operacional do Parque de Materiais e Oficinas. Em caso de emergência, este centro de reserva é ativado, de modo a garantir a estabilidade da operação da Linha da Taipa.
O horário de funcionamento da estação é das 6h30 às 23h15, de segunda a sexta-feira, e das 6h30 às 23h59 nos fins de semana.

## História
Segundo o "Plano de construção do sistema de trilhos leves Fase I 2009", a estação era originalmente chamada de Estação Estádio de Macau, mas depois foi renomeada apenas para Estádio.
Em 4 de agosto de 2014, as obras iniciaram no local, com um período de construção de cerca de doze meses. Em 10 de dezembro de 2019, esta estação foi concluída e inaugurada, com a presença do chefe do executivo de Macau, Fernando Chui Sai-on.
A estação é operada pela MTR, empresa que também opera o Metrô de Hong Kong. No primeiro mês de operação, não houve cobrança de tarifa para acessar a estação, que funcionou em uma fase de testes. Após 31 de janeiro de 2020, a entrada começou a ser tarifada.

## Pontos de interesse

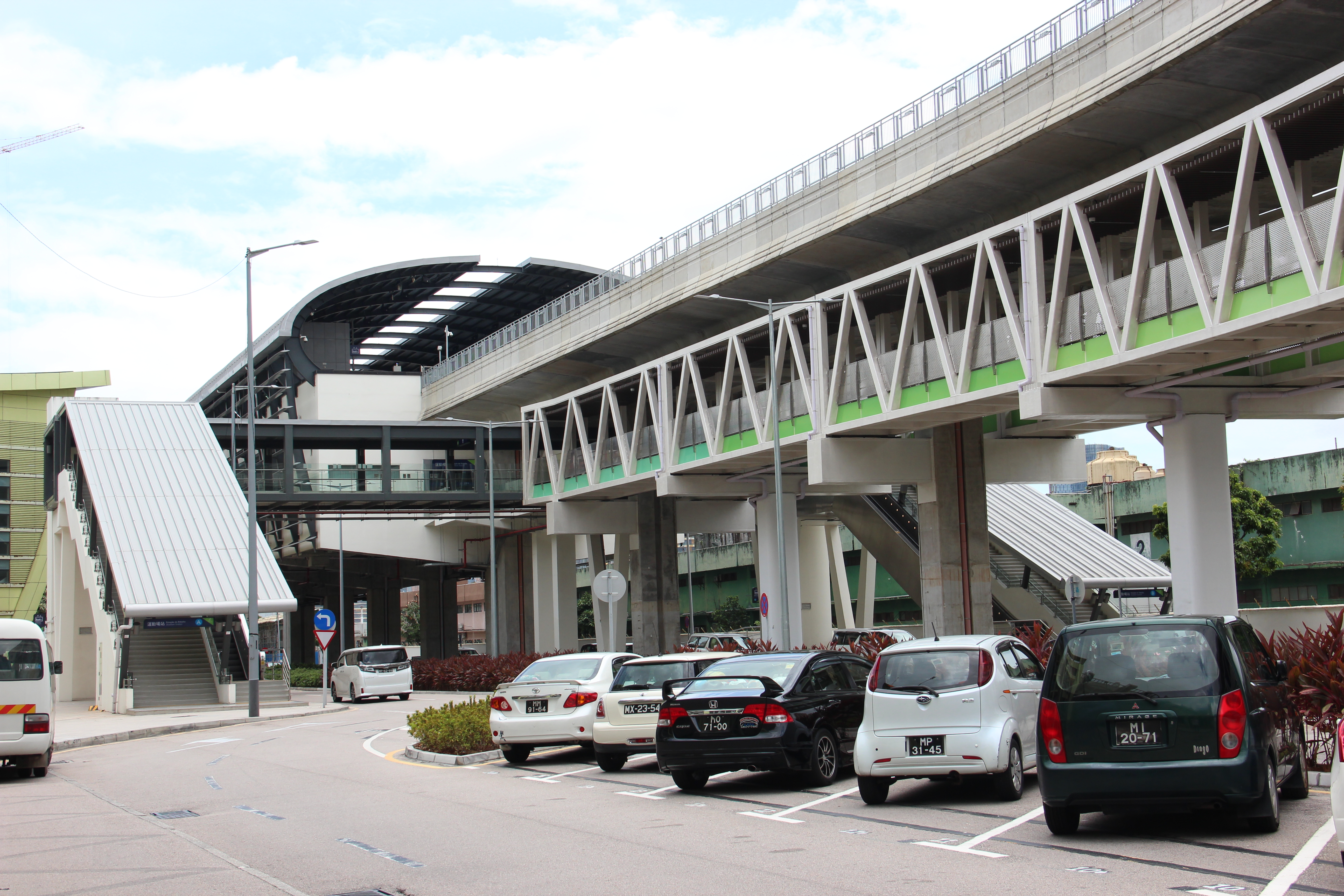
Estrutura da estação.

A seguir, alguns pontos de interesse nos arredores da estação Estádio:
- Casas-Museu da Taipa[10]
- Avenida dos Guimarães[10]
- Estádio de Macau[10][11]
- Centro Desportivo Olímpico[10][11]
- Grandview Hotel Macau[10][11]
- Buda de Quatro Faces[10][11]
- Igreja de Nossa Senhora do Carmo[10]
- Royal View Hotel[10]
- Templo Pak Tai[10]
- Museu da História da Taipa e Coloane[10]
- Mercado Municipal da Taipa[10]
- Templo Tin Hau[10]

## Fotos da obra

### Corpo da estação

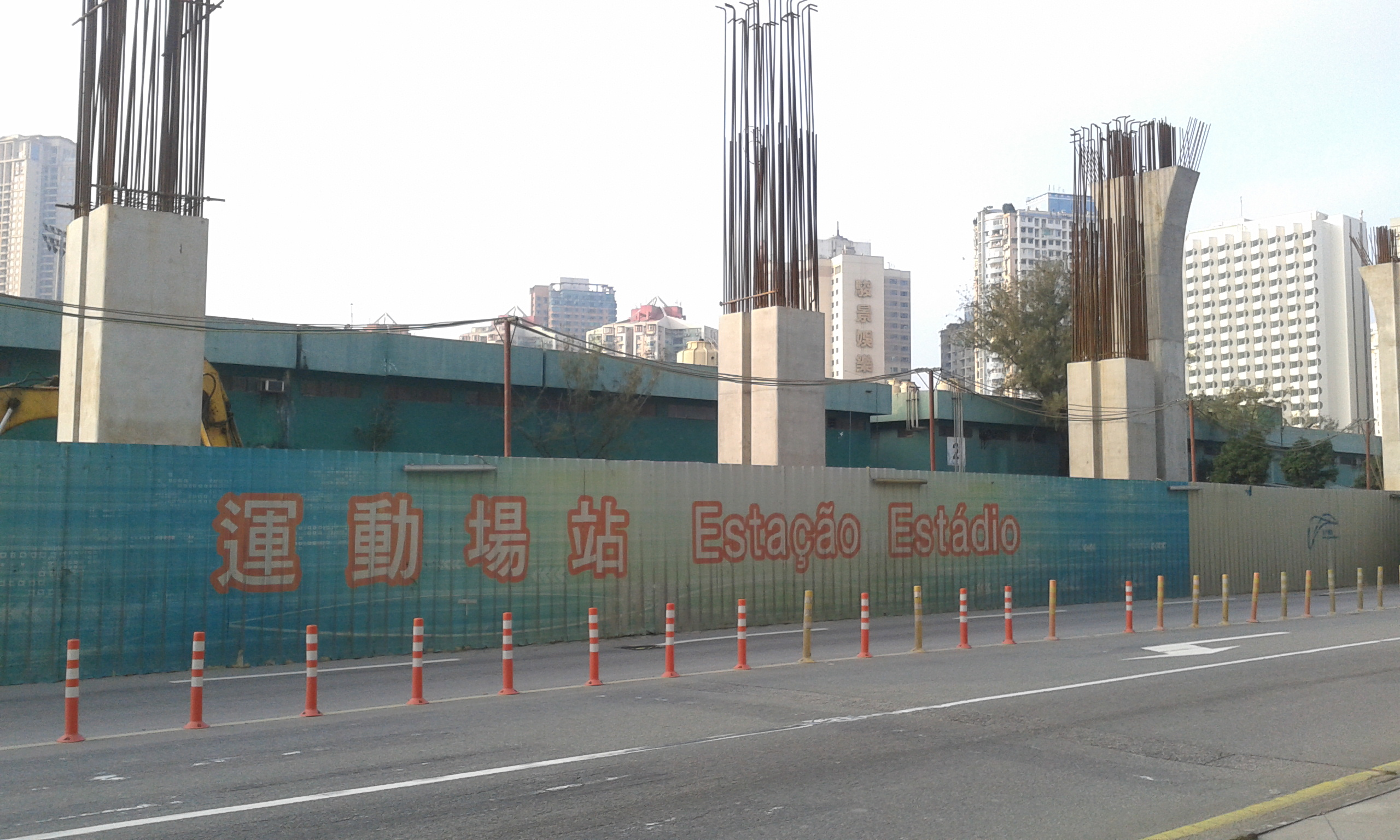
Fevereiro de 2015
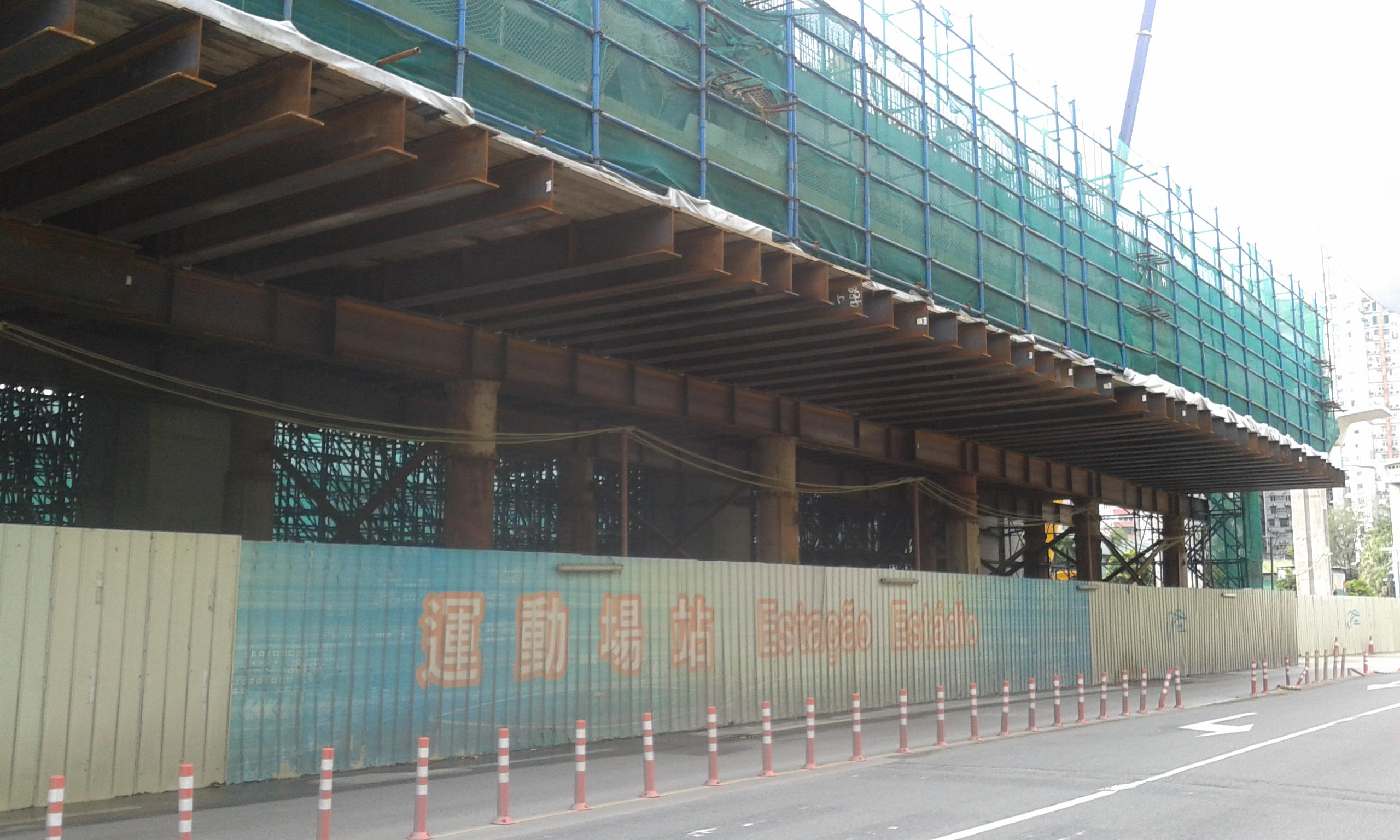
Julho de 2015
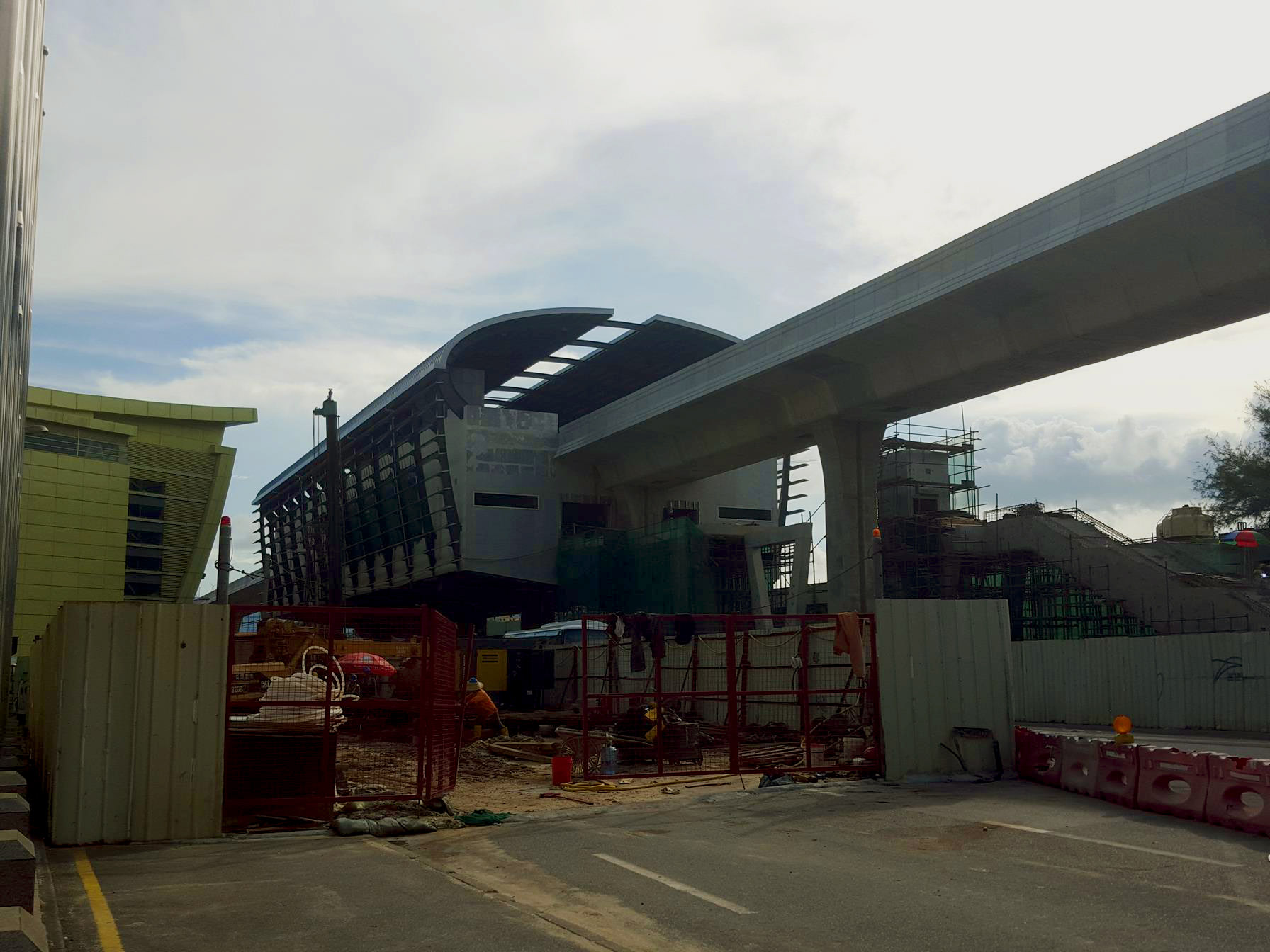
Setembro 2016
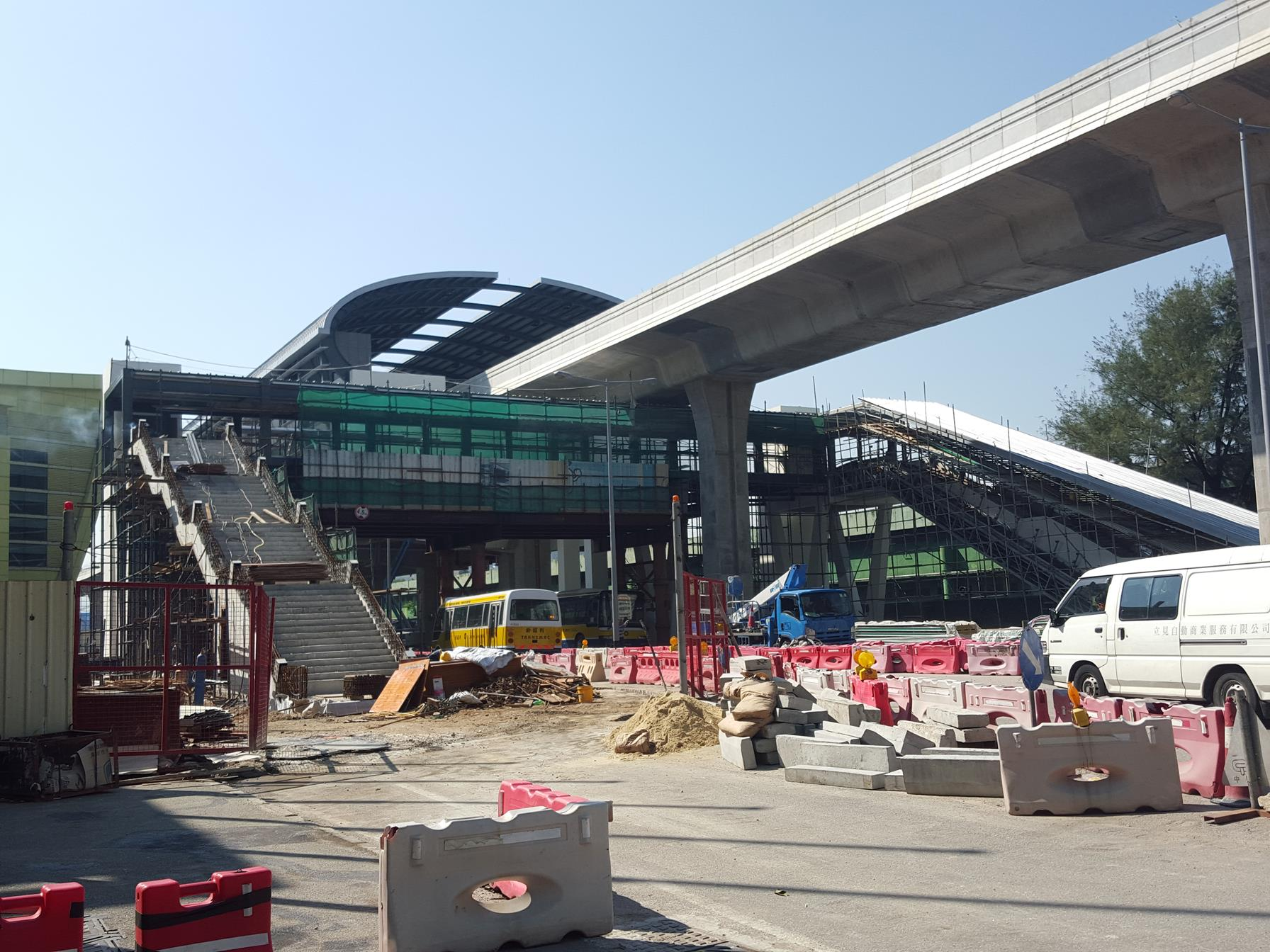
Novembro de 2016

## Link externo
- Site oficial do Gabinete de Infra-estruturas de Transportes do Governo da Região Administrativa Especial de Macau (português)